# Manuel Neira
Manuel Alejandro Neira est un footballeur chilien né le 12 octobre 1977 à Coquimbo (province de Elqui, Chili).

## Carrière
Manuel Neira a entamé sa carrière de football dans le club amateur de Renaissance, dans la commune de San Joaquín. Dans ce club, il a été découvert par Mario Ojeador Herrera, celui qui l'a emmené à Cobresal, où il est resté durant six mois. Par la suite, Colo-Colo le contacte et l'intègre à ses équipes de jeunes.
Il a débuté avec la sélection de football des moins de 17 ans du Chili dans le Championnat sud-américain de la catégorie en 1993, où il a été un des participants au très bon parcours de l'équipe, permettant sa qualification pour la Coupe du monde des moins de 17 ans au Japon. Neira termine d'ailleurs meilleur buteur du tournoi continental avec huit réalisations. Il a ensuite confirmé son potentiel naissant lors du tournoi mondial, en inscrivant cinq buts, ce qui a permis au Chili de terminer à une très belle troisième place.
Neira est vite récompensé de ses bons résultats puisqu'il intègre l'équipe nationale A à 21 ans à peine. Il fait partie du groupe lors de la Coupe du monde, mais ne rentrera jamais en jeu lors des rencontres du Chili, qui est éliminé par le Brésil en huitièmes de finale (4-1).

## Palmarès
Avec le club de Colo-Colo, Manuel Neira remporte deux fois le titre de champion du Chili, en 1997 et 1998.